# Basilides (endeví)
Basilides (en grec antic: Βασιλίδης) va ser un sacerdot i endeví egipci que va trobar-se dues vegades amb Vespasià poc abans que aquest fos emperador.
Tàcit diu que, quan Vespasià estava fent un sacrifici al Mont Carmel, el sacerdot Basilides, després de mirar les entranyes atentament, li va predir «una gran casa, uns extensos territoris i molts homes». Va tenir, també segons Tàcit, un altre encontre amb Vespasià, aquesta vegada a Egipte. Vespasià va entrar a visitar el Serapeu d'Alexandria, i quan era a dins completament sol, li va semblar veure Basílides darrere seu, i Suetoni diu que va oferir a Vespasià garlandes de flors i pastissos, com era tradició. Immediatament va demanar als sacerdots del temple si havien vist Basilides, i va enviar uns soldats a escorcollar l'edifici, però van trobar Basílides a 80 milles del Serapeu. Això es va interpretar com una visió divina i com un oracle favorable, perquè el nom de Basilides deriva del grec basileus (Βασιλεύς), que vol dir 'rei'.
Alguns autors creuen que el sacerdot del Mont Carmel i el del Serapeu eren personatges diferents.